# Dibrómmetán
A dibrómmetán (metilén-bromid vagy metilén-dibromid) a metán halogénezett származéka. Vízben kevéssé, de szén-tetrakloridban, dietil-éterben és metanolban nagyon jól oldódik. Törésmutatója 1,5419 (20 °C, D).

## Előállítása
Előállítható bromoformból nátrium-arzenit és nátrium-hidroxid felhasználásával:
CHBr3 + Na3AsO3 + NaOH → CH2Br2 + Na3AsO4 + NaBr
Másik előállítási módja dijódmetán és bróm reakciója.

## Felhasználása
A dibrómmetánt oldószerként, manométerfolyadékként és szerves kémiai szintézisekben használják.

## Természetes előfordulása
A tengeri algák természetes úton dibrómmetánt termelnek, mely az óceánokba kerül. A talajra juttatott anyag elpárolog és beszivárog a földbe. Vízbe jutva nagyrészt párolgással távozik, 5,2 óra felezési idővel. Nincs jelentős biológiai vagy abiológiai bomlási módja. A légkörből a fotokémiai úton keletkezett hidroxilgyökökkel reagálva ürül ki, ennek a reakciónak a becsült felezési ideje 213 nap.

## Fordítás
Ez a szócikk részben vagy egészben a Dibromomethane című angol Wikipédia-szócikk ezen változatának fordításán alapul.  Az eredeti cikk szerkesztőit annak laptörténete sorolja fel. Ez a jelzés csupán a megfogalmazás eredetét és a szerzői jogokat jelzi, nem szolgál a cikkben szereplő információk forrásmegjelöléseként.

### Külső hivatkozások
- International Chemical Safety Card 0354
- Pesticide residues in food 1979 - Dibromomethane
- MSDS at Oxford University